# 円谷英俊
円谷 英俊（つぶらや ひでとし、1984年9月17日 - ）は、神奈川県横浜市出身の元プロ野球選手（内野手、右投左打）・コーチ。

## 経歴

### プロ入り前
横浜市立洋光台第一小学校1年の時から「洋光台キングタイガース」で投手、内野手として野球を始める。中学時代は中本牧リトルシニアに所属。
横浜高等学校では1年春からベンチ入りし、1年秋からレギュラー。2年夏に第83回全国高等学校野球選手権大会に出場した。
青山学院大学では1年春からベンチ入り。3年春に首位打者、3年春秋はベストナインを獲得。4年で大学全日本に選出。東都大学リーグ通算86試合出場、303打数87安打、打率.287、6本塁打、37打点。ベストナイン2回受賞。1年時に東都大学野球一部秋季リーグで優勝、3年春季から4年春季まで大﨑雄太朗、高市俊、横川史学、小窪哲也などとともにリーグ戦3連覇を達成し、戦国東都と言われる東都大学野球一部リーグで計4度の優勝を経験。2005年第54回全日本大学野球選手権優勝、2006年第55回全日本大学野球選手権準優勝という成績を残した。
2006年の大学・社会人ドラフト4巡目で巨人に指名され入団。同年のドラフトでは円谷のほか、横川史学、大﨑雄太朗、高市俊も指名を受け、青山学院大学硬式野球部から同時に4名が指名されたのは10年ぶり2回目であった。後に2008年に楠城祐介が指名され青学大同級生5人がプロ野球選手となった。「友達・相棒」として、またゲンかつぎの意味も込め、大学3年時に知人から貰ったスヌーピーの縫いぐるみを同伴して入寮し話題となった。

### プロ入り後
2007年、春季キャンプでは一軍スタート。3月29日、千葉ロッテマリーンズ二軍とのイースタン・リーグ公式戦において大嶺祐太から、チームシーズン第1号となる初本塁打を放つ。三塁手としてほぼフル出場、打率.241、2本塁打を記録した。
2008年、シーズン初頭に初めて一軍に昇格したが、数日で二軍に戻る。二軍でも控えに回る不安定な立場となる。一時打率も2割前後と低迷。最終的には打率.262、2本塁打と昨季の二軍での成績を上回った。
2009年、初の開幕一軍入りも出場機会がないまま二軍降格。二軍でも打率2割台前半と低迷したが、一軍の二塁手、左打者不足で8月に一軍昇格。8月18日、プロ初安打となる本塁打を放ち、お立ち台も経験することとなった。同年4月に1歳年下の女性と結婚した。
2011年、一軍の怪我人続出により一軍昇格し、5月17日にロムロ・サンチェスから勝ち越し打を放つも、目立った活躍はこれだけで二軍落ち、8月に肩を痛めて治療を余儀なくされる。以降は二軍では山本和作や福元淳史が優先起用され出番は少なく、オフに肩の完治を目指し育成選手として再契約することになった。
2012年10月2日、球団から来季の契約を結ばないことが発表された。

### 引退後
引退後は2013年から2015年までの3年間ジャイアンツアカデミーのアシスタントコーチに就任した。
2015年10月29日、2016年から巨人に新設される三軍の内野守備走塁コーチに就任することが発表された。4年ぶりの現場復帰。
2018年は三軍内野総合コーチを務めたが、同シーズンをもって退任、2019年からはジャイアンツのスカウトに就任する。

## 選手としての特徴・人物
円谷という苗字から、登場曲にザ・サーフコースターズの「ウルトラQのテーマ」を使用していた。

## 詳細情報

### 年度別打撃成績
| 年 度    | 球 団    | 試 合 | 打 席 | 打 数 | 得 点 | 安 打 | 二 塁 打 | 三 塁 打 | 本 塁 打 | 塁 打 | 打 点 | 盗 塁 | 盗 塁 死 | 犠 打 | 犠 飛 | 四 球 | 敬 遠 | 死 球 | 三 振 | 併 殺 打 | 打 率 | 出 塁 率 | 長 打 率 | O P S |
| -------- | -------- | ----- | ----- | ----- | ----- | ----- | -------- | -------- | -------- | ----- | ----- | ----- | -------- | ----- | ----- | ----- | ----- | ----- | ----- | -------- | ----- | -------- | -------- | ----- |
| 2008     | 巨人     | 6     | 2     | 2     | 0     | 0     | 0        | 0        | 0        | 0     | 0     | 0     | 0        | 0     | 0     | 0     | 0     | 0     | 0     | 0        | .000  | .000     | .000     | .000  |
| 2009     | 巨人     | 1     | 2     | 2     | 1     | 1     | 0        | 0        | 1        | 4     | 4     | 0     | 0        | 0     | 0     | 0     | 0     | 0     | 0     | 0        | .500  | .500     | 2.000    | 2.500 |
| 2010     | 巨人     | 1     | 0     | 0     | 0     | 0     | 0        | 0        | 0        | 0     | 0     | 0     | 0        | 0     | 0     | 0     | 0     | 0     | 0     | 0        | ----  | ----     | ----     | ----  |
| 2011     | 巨人     | 13    | 20    | 17    | 1     | 2     | 1        | 0        | 0        | 3     | 1     | 0     | 0        | 1     | 0     | 1     | 1     | 1     | 5     | 0        | .118  | .211     | .176     | .387  |
| NPB：4年 | NPB：4年 | 21    | 24    | 21    | 2     | 3     | 1        | 0        | 1        | 7     | 5     | 0     | 0        | 1     | 0     | 1     | 1     | 1     | 5     | 0        | .143  | .217     | .333     | .550  |

### 年度別守備成績
| 年 度 | 球 団 | 一塁  | 一塁  | 一塁  | 一塁  | 一塁  | 一塁     | 二塁  | 二塁  | 二塁  | 二塁  | 二塁  | 二塁     | 三塁  | 三塁  | 三塁  | 三塁  | 三塁  | 三塁     |
| 年 度 | 球 団 | 試 合 | 刺 殺 | 補 殺 | 失 策 | 併 殺 | 守 備 率 | 試 合 | 刺 殺 | 補 殺 | 失 策 | 併 殺 | 守 備 率 | 試 合 | 刺 殺 | 補 殺 | 失 策 | 併 殺 | 守 備 率 |
| ----- | ----- | ----- | ----- | ----- | ----- | ----- | -------- | ----- | ----- | ----- | ----- | ----- | -------- | ----- | ----- | ----- | ----- | ----- | -------- |
| 2008  | 巨人  | -     | -     | -     | -     | -     | -        | 3     | 1     | 1     | 0     | 0     | 1.000    | 4     | 0     | 0     | 0     | 0     | ----     |
| 2009  | 巨人  | -     | -     | -     | -     | -     | -        | 1     | 0     | 0     | 0     | 0     | ----     | -     | -     | -     | -     | -     | -        |
| 2010  | 巨人  | -     | -     | -     | -     | -     | -        | 1     | 0     | 0     | 0     | 0     | ----     | -     | -     | -     | -     | -     | -        |
| 2011  | 巨人  | 1     | 1     | 1     | 0     | 0     | 1.000    | 4     | 2     | 1     | 0     | 1     | 1.000    | 9     | 2     | 9     | 1     | 0     | .917     |
| 通算  | 通算  | 1     | 1     | 1     | 0     | 0     | 1.000    | 9     | 3     | 2     | 0     | 1     | 1.000    | 13    | 2     | 9     | 1     | 0     | .917     |

### 記録
- 初出場：2008年4月15日、対中日ドラゴンズ4回戦（ナゴヤドーム）、8回裏に小笠原道大に代わり三塁手で出場
- 初打席：2008年4月24日、対横浜ベイスターズ5回戦（東京ドーム）、8回裏に桑原謙太朗から遊撃ゴロ
- 初打点：2009年8月18日、対横浜ベイスターズ16回戦（東京ドーム）、6回裏に高崎健太郎から二塁ゴロの間に記録
- 初安打・初本塁打：同上、8回裏に加藤武治から右越3ラン
- 初先発出場：2011年5月15日、対広島東洋カープ6回戦（MAZDA Zoom-Zoom スタジアム広島）、7番・三塁手で先発出場

### 背番号
- 32 （2007年 - 2009年）
- 52 （2010年 - 2011年）
- 001 （2012年）
- 104 （2016年 - 2018年）